# Leptocera persica
Leptocera persica är en tvåvingeart som beskrevs av Rohacek 1993. Leptocera persica ingår i släktet Leptocera och familjen hoppflugor.
Artens utbredningsområde är Iran. Inga underarter finns listade i Catalogue of Life.